# Ниль Дофф
Ниль (Нель) Дофф[уточнить] (нидерл. Neel Doff), настоящее имя — Г. Серижье (27 января 1858, Буггенум, Лембур, Бельгия — 14 июля 1942, Иксель, Брюссель, Бельгия), — бельгийская писательница и переводчица

 голландского происхождения.
Представительница реализма и пролетарской литературы. Писала, в основном, на французском языке.

## Биография
Родилась в многодетной семье. В детстве жила в глубокой нищете. Часто с семьёй в поисках заработка переселялась, в том числе в Амстердам, Антверпен и Брюссель. Зарабатывала, позируя художникам и скульпторам, среди которых были известные бельгийские живописцы, такие как Фелисьен Ропс и Джеймс Энсор.
Бо́льшую часть своей жизни прожила возле Брюсселя. Её первым мужем был Фернан Броез, главный редактор газеты «La Société nouvelle», а вторым — Жорж Серигер, известный адвокат из Антверпена, человек с прогрессивными взглядами, входившим в круг известных деятелей культуры Бельгии. Благодаря своим супругам, Ниль Дофф познакомилась с людьми, которым были близки социалистические идеи и интеллектуалами.
Впечатления юности и молодости, встречи с рабочими и бедняками нашли отражение в её произведениях.
В своей первой книге «Jours de Famine et de Dresse» (1911) Ниль Дофф описала историю девушки, которая занимается проституцией, чтобы поддержать своих младших братьев и сестер. Затем последовала книга «Keetje» (1919) и «Kettje Trottin» (1921), завершившие автобиографическую трилогию. Писательница продолжала писать свои произведения, занималась переводами с голландского на французский язык.
Многие сравнивали её произведения с романами Эмиля Золя. Кроме того, Ниль Дофф называли «Достоевским Севера».
В 1911 году она номинировалась на Гонкуровскую премию, но уступила Альфонсу де Шатобриану. Большим поклонником творчества Ниль Дофф был Лоран Тайад.
Умерла в годы Второй мировой войны от почечной недостаточности. Похоронена на кладбище Икселя в пригороде Брюсселя.

## Избранные произведения
- Jours de famine et de détresse (1911, «Дни голода и бедствий»)
- Michel (1922)
- Angelinette (1923)
- Campine (1926)
- Elva, suivi de Dans nos bruyères (1929)
- Une fourmi ouvrière (1931)
- Quitter tout cela, suivi de Au jour le jour (1937)